# Adiantum erylliae
Adiantum erylliae är en kantbräkenväxtart som beskrevs av Marie Laure Tardieu och C. Chr. Adiantum erylliae ingår i släktet Adiantum och familjen Pteridaceae. Inga underarter finns listade.